# Jessica Hand
Jessica Mary Hand (née Pearce; n. 1957) es una diplomática británica que fue embajadora británica en Angola entre 2018 a 2021. Fue designada como embajadora el 21 de julio de 2017 y sucedió a John Dennis en marzo del año siguiente.